# Alien Resurrección (videojuego)
Alien: Resurrection es un videojuego de disparos en primera persona publicado en el año 2000, basado en la película del mismo nombre. Fue distribuido por Fox Interactive en Norteamérica y por Electronic Arts en Europa, desarrollado por Argonaut Games y lanzado exclusivamente para PlayStation. Se tenía planeado lanzarlo también para Sega Saturn, Dreamcast, Nintendo 64 y PC, pero tras varios retrasos durante el desarrollo, dichos lanzamientos terminaron cancelándose.
La acción transcurre 200 años después de Alien 3. En una nave espacial gigante llamada USM Auriga, en la cual un grupo de científicos intenta clonar a la fallecida teniente Ellen Ripley y a varios Xenomorfos. El experimento se sale de control y las criaturas toman el control de la nave asesinando a casi todos sus pasajeros. La historia se centra en el clon de Ripley y su odisea por escapar aliándose con un grupo de mercenarios (contratados por los científicos para traer a los huéspedes de Xenomorfos clonados) que poseen una nave pequeña llamada The Betty para volver a la Tierra.
Si bien el juego obtuvo críticas mixtas por parte de varias revistas especializadas como GameSpot, Eurogamer o IGN, muchos críticos consideraron este juego mejor que su película homónima, principalmente por su atmósfera fidedigna a la saga, su calidad gráfica y sus enemigos aterradores.

## Historia
En esencia, el argumento es igual al de la película: 200 años después de los hechos ocurridos en Alien 3, un grupo de científicos experimenta la clonación en la USM Auriga y tras ocho intentos fallidos logran clonar a la teniente Ellen Ripley gracias a unas muestras de ADN tomadas tras su muerte. También le extraen el embrión de la Reina (que había estado creciendo dentro de ella al morir), para su uso posterior; Pero el experimento se sale de control, y los Xenomorfos clonados logran escapar asesinando a sus tripulantes y tomando el control de la nave. Junto con un grupo de mercenarios que terminaron a bordo de la nave, Ripley debe aliarse con ellos para sobrevivir al ataque antes de que la nave llegue a la Tierra. Sin embargo, los hechos que ocurren durante la trama sufrieron una serie de cambios en el juego.
Ripley despierta en su celda de detención, quien logra escapar gracias a un cortocircuito producido en la puerta. Durante el camino, Father comunica en la nave que una de las naves de evacuación se encuentra atascada, haciendo que los motores se sobrecalienten y con el riesgo de que explote toda la nave. Tras este aviso, Ripley logra comunicarse con Call para que libere la nave atascada en la cubierta de ingeniería. Luego de que Call se dirige a ingeniería y logra liberar la nave atascada, Ripley llega a la zona de investigación, quien por petición de Call comienza a buscar sus otros siete clones fallidos para destruirlos y evitar que caigan en manos equivocadas. 
Durante la búsqueda destruye los primeros tres clones y Call (que logra conectarse a Father) detecta otros dos clones en el piso de cuarentena. Una vez que Ripley los destruye, Call le comunica que Father está en mal funcionamiento y que debe reiniciarlo en el complejo de los sistemas militares, pero la comunicación se corta y quien logra retomarla es Distephano. Él le informa que esta cerca del núcleo y accede a reiniciarlo con la promesa de escapar junto con ellos. Ripley acepta y le encarga destruir los clones que encuentre en el camino. Distephano logra reiniciar a Father y destruir un clon más. Al comunicarse con Ripley, le avisa que hay un clon más en el sector de máxima seguridad. Ripley acude de vuelta a su búsqueda y destruye el último clon.
Tras destruir el último clon, Call le pide que contacte a Christie ya que lo necesita para liberar a la Betty del USM Auriga; no puede comunicarse con él debido a la inundación producida allí, por lo que Ripley debe bucear por ese lugar hasta llegar al otro lado. Una vez que logra contactar con Christie y éste libera a la Betty, Ripley es atacada por sorpresa y despierta en un acueducto donde encuentra a la Reina muerta y, finalmente, al híbrido Recién Nacido.  
Despojada de todas sus armas y objetos, Ripley corre a toda velocidad por el muelle de acoplamiento para abordar la Betty y abandonar el USM Auriga. Una vez que la Betty está dirigiéndose a la Tierra, advierte que el Recién Nacido ha logrado entrar. Tras un duro combate, logra expulsarlo al espacio exterior y la Betty llega a salvo con sus tripulantes hacia la Tierra. 

### Niveles
| Lista de niveles de Alien: Resurrection |
| Detention Block Alpha (en español: Bloque de Detención Alpha): Tras una falla en su celda, Ripley logra escapar del sector de detención que comienza a ser invadido por Xenomorfos; para ello debe deshacerse de los marines que vigilan la zona y localizar las tarjetas que le permitan escapar. |
| Engineering Deck (en español: Cubierta de Ingeniería): Call debe acceder al segundo piso de ingeniera y desechar lo antes posible la nave de evacuación atascada con la ayuda de cuatro detonadores que deberá localizarlos antes de que la cuenta regresiva llegue a cero. |
| Clone Research (en español: Investigación del Clon): Ripley debe destruir tres clones almacenados en la zona de investigación. Aquí comienzan a aparecer los primeros Abrazacaras. |
| Quarantine and R&D (en español: Cuarentena y R&D): Ripley debe encontrar otros dos clones y destruirlos; para ello debe salir de la zona de investigación y abrirse paso a través de los corrales de Xenomorfos. Durante el camino, Father empieza a tener fallos en su voz y llegando al final aparece la Reina. |
| Military Systems Complex (en español: Complejo Militar): El soldado Distephano debe explorar el complejo militar para llegar al núcleo de Father y reiniciarlo, quien está teniendo un mal funcionamiento debido a la actividad alienígena. Durante el trayecto, Father empeora activando alarmas y bloqueando puertas; aparecen marines fuertemente blindados y armados. Llegando al final aparecen pequeños vehículos que disparan a todo lo que encuentren en el camino. |
| Maximum Security (en español: Máxima Seguridad): Ripley llega al sector de máxima seguridad, el cual está lleno de pacientes que han sido usados como huéspedes. Los Xenomorfos están cuidando a sus crías con fiereza, por lo que si se mata accidentalmente a esos pacientes, éstos aparecerán dificultando la supervivencia. El objetivo principal es asegurar las celdas de los pacientes para que estén fuera de peligro y destruir el último clon.                    |
| Mess Hall Complex (en español: Complejo para Rancho): Una vez destruidos todos los clones, Ripley debe contactar con Christie para que éste pueda desanclar la Betty y evacuar. En este nivel se comienza a explorar bajo el agua y allí sólo puede utilizarse armamento explosivo. |
| Warehouse Complex (en español: Complejo Almacén): Christie debe abrirse paso por el complejo de almacenes para desanclar a la Betty de la nave, pero la actividad alienígena se intensifica enormemente. Nuevamente es necesario ir bajo el agua. |
| Docking Bay (en español: Zona de Carga): Ripley debe escapar a toda velocidad del Recién Nacido y abordar la Betty que ya está lista para partir. La escasez de objetos y la desolación absoluta son característicos de este nivel. |
| The Betty (en español: Betty): La Betty ya esta abordada, pero ocurre una falla y el Recien Nacido entra en la nave. Ripley debe abrir la compuerta trasera para expulsar al Recién Nacido hacia el espacio. |

### Personajes
El juego gira en torno a Ripley, protagonista de la película y también del juego; pero en ciertos niveles son jugables tres personajes más: Call, Distephano y Christie; todos representados por un color diferente en su HUD.
| Ellen Ripley Voz por: Lani Minella Sigourney Weaver interpreta al octavo clon de Ellen Ripley al igual que en la película, a excepción de su voz. Luego de su muerte, Ripley fue clonada con muestras de sangre con el fin de extraer el embrión de la Reina. Tras la clonación, Ripley se ha visto afectada por el ADN de la Reina y ha obtenido mejoras en su fuerza y en sus reflejos; su sangre es ácida y además puede sentir la presencia de otros Xenomorfos. Analee Call Voz por: Theresa Rizzo Winona Ryder interpreta al androide Analee Call al igual que en la película, a excepción de su voz. Es la tripulante más nueva de la Betty y que reconoce al clon de Ripley junto con los Xenomorfos. Como en el juego, ayuda a Ripley conectándose con la Auriga para obtener información y ayudándola a localizar sus clones. | Vincent Distephano Voz por: Raymond Cruz Raymond Cruz interpreta y además le da la voz al soldado Vincent Distephano, quien está bordo del Auriga. Forma parte de la seguridad de la nave, pero al descubrir que los Xenomorfos que aterrorizan la base surgieron por culpa de los experimentos que realizaron, se revela ante sus superiores y decide desertar a sus servicios. En el juego, se encuentra con Ripley y accede a destruir sus clones con la condición de escapar con ellos hacia la Tierra. Gary Chirstie Voz por: Gary Dourdan Gary Dourdan interpreta y además le da la voz al mercenario Gary Christie, primer oficial y segundo al mando de la Betty, quien aparece en momentos más avanzados del juego y ayuda a Ripley a desanclar la Betty para que los sobrevivientes puedan escapar del Auriga. |

Father
Voz por: Steven Gilborn
Steven Gilborn es quien interpreta la voz de Father, el sistema de inteligencia artificial de la USM Auriga. Su tarea consiste en informar diversos acontecimientos en la nave, tales como avisos de evacuación, presencias de formas de vida no humanas, daños en la nave y permisos de accesos.

## Sistema de juego

### Principios básicos
El objetivo primordial de Alien: Resurrection es la exploración, el uso de pensamientos lógicos y llevar consigo cierta cantidad de armamento para sobrevivir en un entorno complejo donde los personajes son atacados por adversarios de diversas habilidades y de potencial peligrosidad. El jugador debe avanzar a través de las instalaciones del USM Augira con el fin de escapar de la nave infestada de Xenomorfos y cumplir los objetivos de cada nivel para seguir avanzando. En algunas circunstancias, se deben afrontar situaciones de alta complejidad, que arriesgan su salud y posibilidades de supervivencia.
Esto también implica interactuar con los objetos del escenario, encontrar y utilizar correctamente las tarjetas que permiten acceder a otras zonas, y manipular todo tipo de interruptores con el fin de habilitar nuevas zonas para explorar. Por otro lado, los enemigos son capaces de atacar con fiereza ya sea en solitario o en grupos, tender emboscadas, e incluso esperar detrás de las puertas para atacar por sorpresa.

### Controles e interfaz
Alien: Resurrection es un juego de acción en primera persona que se juega con un mando DualShock. Las palancas analógicas sirven para los movimientos (avanzar, retroceder y moverse lateralmente) y para dirigir la vista del jugador y del arma usando una mira inmóvil que está en el centro de la pantalla. Con los botones L1/L2 y R1/R2 se realizan acciones en cuanto al armamento (disparar, cambiar de arma y recargar) y para usar objetos en el entorno. Por último, los botones principales sirven para acciones de gestión (seleccionar objetos y usarlos) y para agacharse. También es posible utilizar de manera opcional el Ratón para mejorar la precisión de los disparos: éste sirve sólo para disparar con el botón izquierdo y para recargar o usar objetos con el botón derecho.
La interfaz se compone de diferentes elementos que se distribuyen en la periferia de la pantalla. En la esquina superior derecha se muestran la cantidad de objetos en poder del personaje y en la parte superior izquierda de la pantalla el jugador puede ver su vida. En la parte inferior derecha se muestra la cantidad de munición disponible del arma que se está usando, y en la parte inferior izquierda se encuentra un detector de movimiento que indica la posición del enemigo mediante pitidos.

### Armas
El armamento es generalmente igual para todos. Sin embargo, ciertas armas son exclusivas para algunos personajes:
- USM 9mm Pistol: Pistola semiautomática de poca potencia, pero con munición ilimitada.
- Collapsible Shotgun: Escopeta de doble cañón con gran dispersión, aunque letal en cortas distancias.
- Láser: Un arma láser, exclusiva de Call, con gran poder y cadencia que desintegra todo lo que encuentre a su paso.
- M41A Pulse Rifle: Rifle de asalto con una gran cadencia de fuego.
- Collapsible Grenade Launcher: Un lanzagranadas automático de gran tamaño y destructividad.
- USM Draco Double Burner: Lanzallamas que permite repeler ciertas amenazas, pero se consume rápidamente.
- Lanzacohetes: Arma pesada, exclusiva de Christie, con gran poder destructivo e ideal para atacar numerosos objetivos.
- Lacrima 99 Shockrifle: Arma eléctrica, exclusiva de Ripley, que necesita cargarse durante unos segundos antes de ser disparada.

## Desarrollo y lanzamiento

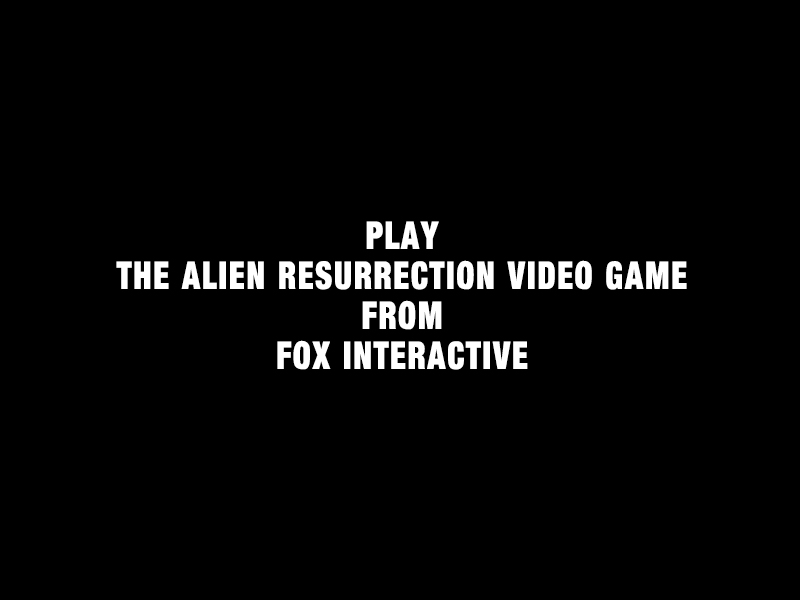
Texto promocional colocado en los créditos de la película. La traducción es: "Juega al videojuego de Alien Resurrection realizado por Fox Interactive".

La preproducción del juego comenzó paralelamente al desarrollo de la película, a principios de 1996. Un pequeño grupo de la desarrolladora Argonaut Games fue enviado por Fox Interactive al set de filmación para tomar referencia de todo lo que tuvieran a su alcance como armas, naves, escenarios y disfraces. Al estrenarse la película en 1997, se le incluyó una leyenda al final de los créditos anunciando que se lanzaría una adaptación en videojuego, pero aún no estaba lista.
En ese contexto, tras un año de trabajo en el que se desarrolló un motor de juego basado en el videojuego Loaded, los desarrolladores se toparon con varios problemas: uno de ellos fue observar que los lanzamientos de otros videojuegos (como Tomb Raider) se esforzaban en superar los límites técnicos de la época; y por otro lado, lo que se tenía desarrollado del juego hasta ahora no lograba capturar la apariencia terrorífica y de ciencia ficción que se esperaba de una franquicia como Alien, por lo que se decidió comenzar de nuevo.
Al reiniciar el proyecto, se focalizó en el desarrollo de un nuevo motor de juego, aún con una perspectiva en tercera persona, pero esta vez utilizando modelos renderizados totalmente en 3D. Mientras tanto en el E3 de 1998, se exhibían imágenes y videos del juego en acción; pero a finales del mismo año volvieron a surgir problemas: crear modelos tridimensionales traía como consecuencia un bajo conteo de enemigos, una IA limitada y poca distancia de dibujado, lo cual significaba que el producto final sería poco entretenido y aún menos terrorífico.
La solución frente a esto fue cambiar la perspectiva de tercera persona a primera persona, y esto logró subsanar problemas fundamentales que se encontraban anteriormente. Como punto negativo, se perdería la música durante el juego y las voces de los actores de la película; aun así, con la gran cantidad de recursos ahora disponibles, Argonaut Games ya era capaz de contar una historia a través de scripts y además poder desarrollar un motor gráfico capaz de correr casi constantemente a 30 FPS, con iluminación dinámica, texturas detalladas, efectos gráficos y cantidad de enemigos en pantalla, lo que finalmente les permitía captar la atmósfera terrorífica que buscaban. En cuanto a los efectos de sonido, decidieron agregar la función de sonido envolvente Dobly Surround para recrear sonidos en un radio de 360°, contribuyendo a una mejor inmersión.
Mientras tanto, Fox Interactive anunció otro retraso más hasta la primavera de 1999 por petición de Argonaut Games con el fin de pulir los últimos detalles de este nuevo enfoque. Sin embargo, no hubo noticias de su lanzamiento comercial hasta octubre de 2000, llegando a un total de cuatro años de retraso tras el estreno de la película y con la imposibilidad de lanzarlo para otras consolas, quedándose la PlayStation con la exclusividad del título.
Debido a los constantes retrasos por parte de Argonaut Games y con el riesgo de ser cancelado definitivamente, Alien: Resurrection terminó saliendo de manera exclusiva para la PlayStation el 10 de octubre de 2000 en Norteamérica y el 1 de diciembre de 2000 en Europa, el cual este último se lanzó con selector de lenguaje y fue Electronic Arts quien se encargó de su distribución.
Aquellos lanzamientos proyectados para otras consolas, tales como la Sega Saturn y PC, quedaron descartados. Otros rumores indicaban que también podría haber salido para la Nintendo 64 o para la Sega Dreamcast, pero esto hubiera implicado otro retraso más.

## Recepción
Mientras que la película recibió críticas mixtas después de su lanzamiento según la página Rotten Tomatoes, el videojuego recibió una notable mejor respuesta, aun así teniendo críticas mixtas de acuerdo al sitio de reseñas Metacritic.
La atmósfera del juego, la calidad gráfica y su inmersión aterradora fue bien recibida por la crítica. Marc Nix, de IGN, comentó que la ambientación en cuanto a efectos de sonido son «incuestionablemente magníficos»; sobre la calidad gráfica escribió: «recrea perfectamente el ambiente que hubo en la película, detallando simultáneamente efectos de iluminación, humo, chispas y entornos que se extienden hasta a varios pisos de altura». A pesar de esto, Nix criticó el uso del control DualShock como «un instrumento inadecuado, donde la precisión al atacar es crucial para sobrevivir» Por otro lado, Chemy de Vandal, elogió el sistema de sonido envolvente como «una maravillosa ambientación», y la calidad gráfica como «uno de los más fluidos que se han visto nunca en la máquina de Sony»
Las críticas negativas, sin embargo, apuntaron especialmente al manejo del control y su excesiva dificultad. Steven Garret, de GameSpot, escribió que es «casi imposible de controlar, y muy difícil de disfrutar». Del mismo modo, Tom Bramwell de Eurogamer declaró que «Argonaut Games no ha sido capaz de utilizar los controles de manera adecuada» y que la opciones de control «tienen la intención de ayudar, pero terminan haciendo lo contrario». Aun así, Bramwell elogió también la ambientación, describiéndola como «un juego que realmente se siente vivo» y que además «posee una autenticidad sublime, donde cada sonido y efecto fue extraído directamente de la película». Alberto Mendoza, de Meristation, calificó al juego como «correcto»; si bien alabó también la ambientación y la calidad gráfica, criticó la dificultad del juego: «los muchachos de Argonaut se han excedido: un enorme aluvión de enemigos, la munición es muy limitada y hay escasez en los items de curación». Mendoza también criticó el control de juego aludiendo que es «demasiado complejo para usuarios principiantes; dominarlo con soltura requerirá tiempo».